# 福建省福州高级中学
福建省福州高级中学成立于1951年，曾名“福建省工农速成中学”，1956年定名为“福州高级中学”，1969年至1978年期间校名为“贮木场工农子弟中学”，1978年恢复为“福州高级中学”，并被省教育厅确定为省首批重点中学，1996年1月被省教委确认为“福建省普通中学一级达标学校”，2006年被确认为“福建省普通高中新课程实验样本校”，2018年获评福建省首批示范高中建设学校，2021年学校获评福建省第二届文明校园、福建省五一劳动奖状、福建省先进基层党组织。
学校地处烟台山之巅。现有39个教学班，学生近2000人，教职工约158人。校园占地约50.25亩。

## 教学建设
校园北邻仓前路解放大桥和三县洲大桥南端之间的亭下山路口，南临槐荫里通麦园路，跨乐群路而成南北两个校区。南区是由教学楼（志远楼和奋进楼）、实验楼（求实楼）、生物地理园和亭台水景构成的教学区；北校区的东部坐落在仓山宋代名胜天宁寺 (福州)的原址上，主体建筑是办公楼（团结楼）和学生公寓，西部校区以鹤龄英华书院初中部的原址为主体，建于二十世纪初的罗马式建筑鹤龄英华美志楼（施教室）和哥特式建筑的鹤龄英华力礼堂与校友钟楼，都被确认为福建省文物保护建筑，与英华楼（育才楼）、鹤龄图书馆和田径场等，为学生的文体活动提供了场馆。目前位于闽江南岸仓前路的新校门（6号门）和校前区广场已经建设完毕。

## 文化传统

### 办学理念
福高新一代的领导班子和教职员工，以“传承文化，务实创新，构筑师生协同发展的书香校园”的办学理念，以“培养有文化气质和社会责任的福高人”为育人目标，展望未来，开拓进取，打造“传统名校文化传承与社会责任教育”办学特色的教育品牌。

### 办学文化
- 校训：志当存高远。
- 校风：团结，求实，奋进。
- 教风：民主，严谨，创新
- 学风：自主，合作，求真。

### 校歌
《志存高远勇争先》
姊妹學校
香港漢華中學

## 著名校友
- 侯德榜 1903至1906年就读于原福州英华中学， 中国科学院院士，化工专家；
- 陈景润 1948至1950年就读于原福州英华高中，1950年夏于高三上提前考入厦门大学数理系，中国科学院院士，数学家。

## 外部资源
- 福州高级中学网站 （页面存档备份，存于）